# Villánykövesd
Villánykövesd – wieś i gmina w południowej części Węgier, w pobliżu miasta Siklós, niedaleko granicy chorwackiej. Administracyjnie Villánykövesd należy do powiatu Siklós, wchodzącego w skład komitatu Baranya i jest jedną z 53 gmin tego powiatu.

## Historia
Po raz pierwszy nazwa miejscowości w formie Kuestd pojawia się w 1290, w 1291 w formie Kues, w 1352 w formie Kwesd.